# Ярыгинский сельсовет
Яры́гинский сельсовет — муниципальное образование со статусом сельского поселения в Пристенском районе Курской области Российской Федерации.
Административный центр — село Ярыгино.

## История
Статус и границы сельсовета установлены Законом Курской области от 21 октября 2004 года № 48-ЗКО «О муниципальных образованиях Курской области».

## Население
| 2002 | 2010 | 2012 | 2013 | 2014 | 2015 | 2016 |
| ---- | ---- | ---- | ---- | ---- | ---- | ---- |
| 1277 | ↘931 | ↘904 | ↘869 | ↗870 | ↘828 | ↘811 |
| 2017 | 2018 | 2019 | 2020 | 2021 |      |      |
| →811 | ↘789 | ↘787 | ↘785 | ↗801 |      |      |

## Состав сельского поселения
| № | Населённый пункт | Тип населённого пункта       | Население |
| - | ---------------- | ---------------------------- | --------- |
| 1 | 2-е Плоское      | село                         | ↘154      |
| 2 | Вихровка         | деревня                      | ↘186      |
| 3 | Вихровский       | посёлок                      | ↘146      |
| 4 | Комсомольский    | посёлок                      | ↘122      |
| 5 | Лашинка          | деревня                      | ↘85       |
| 6 | Ярыгино          | село, административный центр | ↘238      |